# Éditions Charles Léopold Mayer
Fondées en 1995, les Éditions Charles Léopold Mayer sont une maison d'édition française dirigée par Aline Jablonka. Elles publient principalement des ouvrages de sciences humaines et sociales, autour de thèmes comme la gouvernance, l'éthique, la paix, l'agriculture paysanne, la transition vers des sociétés durables ou l'économie solidaire. Son catalogue contient environ plus de 400 titres.

## Présentation
La ligne éditoriale s'articule autour de trois grandes thématiques :
- la gouvernance, avec un intérêt particulier pour les relations entre État et société, la gouvernance mondiale, le rôle des territoires, la démocratie participative, la communication citoyenne, les processus de construction de la paix ;
- la responsabilité et l'éthique notamment dans le monde scientifique et dans celui de l'entreprise, la recherche d'autres modalités de maîtrise sociale des nouvelles technologies, la recherche d'un dialogue interculturel accru dans l'équilibre unité-diversité que le monde d'aujourd'hui exige ;
- la transition vers des sociétés durables : expériences et réflexions sur la transition tant écologique qu'économique, le commerce équitable et durable, l'agriculture paysanne, les stratégies alimentaires, les démarches de protection de l'environnement, la biodiversité.

Constituées sous la forme d'une association loi de 1901 à but non lucratif, les ECLM proposent tous les ouvrages en libre téléchargement six mois après leur parution sur leur site : www.eclm.fr
Les Éditions Charles Léopold Mayer ont longtemps travaillé - sur certains ouvrages - en collaboration avec d’autres maisons d’édition françaises ou étrangères. Quatre de ces ouvrages ont été édités sous le label Livre équitable.
Les Éditions Charles Léopold Mayer sont membres de l'Alliance internationale des éditeurs indépendants.

## Principaux auteurs publiés
- William K. Black
- Arnaud Blin
- David Bollier
- Christophe Bonneuil
- Pauline Boyer
- Robert Ali Brac de la Perrière
- Pierre Calame
- Matthieu Calame
- Jean Cot
- Jan Douwe Van der Ploeg
- Pierre William Johnson
- Wojtek Kalinowski
- Joseph Ki-Zerbo
- Aurore Lalucq
- Boris Martin
- Maria Montessori
- Pierre Mollo
- Barbara Nicoloso
- Paul Quilès
- Cécile Renouard
- Henry Rouillé d'Orfeuil
- Michel Sauquet
- Juliet Schor
- Vandana Shiva
- Benjamin Sourice
- François-Xavier Verschave
- Martin Viélajus
- Patrick Viveret
- Harald Welzer
- Daniel Zimmer

## Collections
- Dossier pour un débat
- Enjeux Planète
- Avoir vingt ans
- Paroles de femmes
- Proches lointains
- Culture de paix